# Maria de Bourbon-Soissons
Maria de Bourbon (ur. 1606, zm. 1692) – starsza córka Karola, hrabiego Soissons, i jego żony - Anny di Montafia, pani Lukki. 
Jej kuzynem był król Francji - Ludwik XIII, a bratem ciotecznym - Henryk II, książę de Condé.
14 kwietnia 1625, w Paryżu Maria poślubiła Tomasza Franciszka Sabaudzkiego, księcia Carignano (ur. 1 grudnia 1596, w Turynie, zm. 22 stycznia 1656). Jej mąż był synem Karola Emanuela I Wielkiego, księcia Sabaudii, i infantki Hiszpanii Katarzyny Michaliny Habsburg. Para miała razem siedmioro dzieci, z których czworo przeżyło dzieciństwo. Maria i Tomasz Franciszek założyli dwie boczne linie dynastii sabaudzkiej - di Savoia-Carignano i di Savoia-Carignano-Soissons.
Starszym bratem Marii był Ludwik, hrabia Soissons, po którego bezdzietnej śmierci w 1641 Maria odziedziczyła rodzinny tytuł hrabiny Soissons (który później odziedziczył jej młodszy syn – Eugeniusz Maurycy). 

## Potomstwo
Linia Carignano
1. Emanuel Filibert Amadeusz (1628–1709), mąż Katarzyny d’Este i ojciec:
- Wiktora Amadeusza (1690–1741), ojca:

- Ludwika Wiktora (1721–1778), ojca:

- Marii Luizy, księżniczki de Lamballe (1749–1792)
- Eugeniusza Hilarego (1753–1785), hrabiego Villafranca
- Wiktora Amadeusza (1743–1780), ojca:

- Karola Emanuela (1770–1800), męża Albertiny Marii Krystyny, księżniczki Saksonii i Polski, ojca:

- Karola Alberta (1798–1849), króla Sardynii

Linia Soissons
2. Eugeniusz Maurycy (1633–1673), hrabia Soissons, mąż Olimpii Mancini i ojciec:
- Ludwika Tomasza (1657–1702), hrabiego Soissons
- Eugeniusza (1663–1736), księcia Sabaudii

3. Ludwika Krystyna (1627–1689), żona Ferdynanda Maksymiliana Badeńskiego i matka:
- Ludwika Wilhelma Badeńskiego.

4. Józef Emanuel (1631–1656), hrabia Soissons.